# شاهین‌سانان
شاهین‌سانان (نام علمی: Falconiformes) راسته‌ای از پرندگان است که بر اساس تقسیم‌بندی رایج شامل پرندگان شکاری همچون انواع شاهین، عقاب، عقاب ماهی‌گیر، قوش، کرکس، سنقر، سارگپه و کورکور می‌شود. در حدود ۲۹۰ گونه در این راسته جای می‌گیرند.
برخی منابع جدید عقاب‌ها، کرکس‌ها، بازها، سارگپه‌ها، سنقرها و کورکورها (یعنی اعضای خانواده عقابیان) را در راستهٔ دیگری به نام بازسانان قرار می‌دهند چرا که برخی مطالعات ژنتیکی نشان داده شاهین‌ها به طوطی‌سانان و گنجشک‌سانان نزدیکترند تا پرندگان شکاری دیگر. بر اساس این تقسیم‌بندی جدید تنها شاهین‌ها (و شاید کرکس‌های جهان جدید) در راستهٔ شاهین‌سانان قرار می‌گیرند.